# Лига за заштиту приватне својине и људских права
Лига за заштиту приватне својине и људских права је нестраначка, непрофитна и невладина организација која окупља физичка и правна лица ради заштите основних људских права, а превасходно права на слободно и неометано коришћење приватне својине. Члан је Међународне уније власника непокретности.

## Циљеви
Основни циљеви организације су:
- Обнова власничких права и заштита права на располагање и мирно уживање приватне својине (реституција).
- Заштита осталих људских права на основу Опште декларације о људским правима Уједињених нација.
- Приватизација у Србији и региону.
- Развој НВО и изградња цивилног друштва у Србији и региону.
- Сарадња са дијаспором и утицајним пословним и политичким круговима у свету.

## Оснивање и развој
У периоду 1991-1994. године настала су бројна удружења грађана за заштиту приватне својине у градовима Србије и Црне горе из којих је 1995. године формирана Лига за заштиту приватне својине и људских права као јединственаневладина организација овакве врсте на подручју бивше Југославије и у источној Европи. 
Чланови ЛИГЕ су мали и средњи предузетници, земљопоседници, наследници некадашњих предузетника и власника имовине коју је одузео комунистички режим бивше Југославије, опљачкане девизне штедише, независно удружење пензионера и бројне угледне личности јавног и научног живота из Србије и Црне Горе. 
ЛИГА, је мрежа од 38 удружења грађана, која се шири и делује у циљу креирања подршке и конкретног учешћа у развоју процеса реприватизације, изградње демократских институција, правног амбијента неопходног за спровођење темељних друштвених и економских реформи и обнове цивилног друштва у Србији. 
Посебан део активности ЛИГЕ је усмерен на стварање креативне атмосфере за изградњу економских и социјалних мостова на тлу бивше Југославије и Балкана. 
Ова организација је 1996. године добила статус националне невладине организације и на тај начин постала члан система невладиних организација УН (од хиљаду сличних организација у систему УН Лига за заштиту приватне својине и људских права је једна од ретких која има своје канцеларије у Женеви и Паризу). 
Године 1997. ЛИГА је иницирала Савет за сарадњу невладиних организација, у коме је активно учествује преко 100 невладиних организација различитог профила: професионална удружења, независни синдикати, удружења грађана за заштиту људских права и др. 
Током 1999/2000. године ЛИГА и Савет су заједно са другим невладиним организацијама у Србији учествовале у стварању и реализацији Партнерства за демократске промене, чиме је дата подршка демократским променама у Србији. 
2001. године ЛИГА је постала оснивач Регионалне агенције за развој малих и средњих предузећа под покровитељством Европске уније. Председник Лиге др. Славенко Гргуревиц је члан Управног одбора ове организације. 
Све активности ЛИГА спроводи у циљу стварања отвореног, демократског и просперитетног друштва, заснованог на тржишној привреди, приватној својини, парламентаризму, људским слободама, социјалној сигурности, владавини права, националној равноправности и верској толеранцији.

## Истакнути чланови
- Предраг Дрецун - бивши министар у Влади републике Црне Горе
- Небојша Атанацковић - председник Уније послодаваца Србије; бивши посланик Народне скупштине Републике Србије
- Ђорђе Гарабандић - председник Независног синдиката земљорадника Србије; потпредседник Европске федерације синдиката, Париз
- Др Бошко Мијатовић - председник Програмског савета Центра за либерално-демократске студије, Београд
- Др Драгана Миловановић - председник Трговачког фонда и његове хипотекарне банке
- Др Дарко Павловић - председник Удружења за повраћај одузете имовине, Београд
- Младен Игњатијевић - експерт УН Комесаријат за атомску енергију, оснивач и члан редакције међународног часописа Ецологика.
- Станко Иванчевић - председник Удружења за повраћај одузете имовине Војводине
- Никола Јовановић- председник Удружења за повраћај одузете имовине, Ниш
- Драган Илић - председник Лиге за заштиту приватне својине и људских права, Пожаревац
- Дејан Шуваков - секретар Привредне коморе Београд